# Мэй, Тимоти
Тимоти К. Мэй (англ. Timothy C. May, более известный как Тим Мэй; 21 декабря 1951, Бетесда, Мэриленд — 13 декабря 2018, Corralitos, Калифорния) — американский технический и политический писатель, был инженером-электронщиком и старшим научным сотрудником Intel в период становления компании. Мэй также был основателем криптоанархического движения.

## Обнаружение эффекта влияния альфа-частиц для компьютерных чипов
Как инженер Мэй наиболее известен решением «проблемы альфа-частиц», которые влияли на надежность работы интегральных схем. Размеры чипов настолько уменьшились, что альфа-частица могла изменить состояние сохраненного значения и вызвать сбой. Мэй понял, что керамические корпуса сделанные из глины, которые использовала Intel для своих интегральных схем, обладали слабым радиоактивным излучением. Intel решила эту проблему с помощью увеличения заряда в каждой ячейке, чтобы уменьшить его восприимчивость к радиации и применением пластиковой упаковки для своей продукции.
Соавтор документа (совместно с Murray H. Woods): «Гелион-индуцированные мягкие ошибки в динамической памяти», который был удостоен 1981 премии IEEE имени W.R.G. Baker, документ был опубликован в IEEE Transactions по электронным приборам в январе 1979 года.

## Публикации на тему криптографии и конфиденциальности
Мэй был одним из основателей и одним из самых активных участников списка электронной рассылки «Киберпанк». Он писал о криптографии и личной жизни с 1990-х годов до 2003 года.
Мэй написал существенную часть шифропанк-тематического FAQ — «Шифрономикон» (который включал более ранний вариант «Манифеста криптоанархиста»), и его эссе «True Nyms and Crypto Anarchy», было включено в переиздание новелл «Истинные имена» Вернора Винжа. В 2001 году его работа была опубликована в книге «Криптоанархия, кибергосударства и пиратские утопии».
Автор термина «четыре всадника Инфокалипсиса» (по аналогии с «четыре всадника Апокалипсиса») — под всадниками подразумеваются наркоторговля, отмывание денег, терроризм и педофилия, которые используются для устрашения и оправдания ограничений в области криптографии, что ограничивает приватность и анонимность.